# Midelt
Midelt (en bereber: ⴰⵡⵟⴰⵟ, Awṭaṭ; en árabe: ميدلت) es una ciudad de Marruecos, en la provincia del mismo nombre establecida en 2009, y parte de la región de Draa-Tafilalet. Se encuentra a unos 30 km de Jenifra. Según el censo de 2014, tenía una población de 55 304 habitantes.

## Geografía física
Midelt se encuentra en la carretera principal que conecta las ciudades de Fez y Mequinez con Er-Rachidia al sur. La ciudad está situada en una meseta, rodeada por el río Muluya, en las montañas del Atlas. Se encuentra a una altitud de 1 508 metros, lo que la convierte en una de las poblaciones más altas de Marruecos. Dada la altitud a la que se encuentra, es también una de las ciudades más templadas del país. La temperatura media en enero ronda los 12,3 °C, mientras que en julio ronda los 32,6 °C. No es raro que nieve allí; en general, la ciudad disfruta de lluvias de intensidad media durante todo el año.

## Historia
Midelt se desarrolló en la primera mitad del siglo XX como centro administrativo francés. Anteriormente, aldeas y ksours salpicaban la fértil meseta. Los franceses se asentaron en esta zona para facilitar la extracción de plomo, yeso y otros minerales, además de fósiles.
El desarrollo de esta intensa actividad minera motivó la construcción de una línea ferroviaria hasta el mar Mediterráneo, así como la electrificación de la ciudad a partir de 1930, que fue la segunda que se hizo en Marruecos, sólo superada por Casablanca.

## Curiosidades
Históricamente, la ciudad contaba con una notable comunidad judía, que contaba con 1 200 miembros en 1936 y 1 700 en 1951, pero que emigró en masa hacia Israel y Francia en las décadas de 1950 y 1960.
El símbolo de la ciudad es la manzana, cuyo cultivo representa la primera actividad de la región y una de las principales fuentes de trabajo para sus habitantes.